# قانون سعر الفائدة
في الاقتصاد، تعتبر قاعدة تايلور تقريبًا لشكل مخفض لاستجابة معدل الفائدة الاسمي، كما حدده البنك المركزي، للتغيرات في التضخم أو الناتج أو غير ذلك من الظروف الاقتصادية. على وجه الخصوص، تصف القاعدة كيف، لكل زيادة بنسبة واحد في المائة في التضخم، يميل البنك المركزي إلى رفع سعر الفائدة الاسمي بأكثر من نقطة مئوية واحدة. وغالبًا ما يطلق على هذا الجانب من القاعدة مبدأ تايلور . على الرغم من أن مثل هذه القواعد قد تكون بمثابة وكلاء وصفية موجزة لسياسة البنك المركزي، إلا أنها لا تعتبر بشكل صريح من قبل البنوك المركزية عند تحديد أسعار رمزية.
تم اقتراح القاعدة لأول مرة من قبل جون ب. تايلور،  وفي وقت واحد بواسطة ديل و. هندرسون ووارويك ماكيبين ‏ في عام 1993. الغرض منه هو تعزيز استقرار الأسعار ‏ عن طريق التقليل المنتظم من عدم اليقين وزيادة مصداقية الإجراءات المستقبلية من قبل البنك المركزي. قد يتجنب أيضًا عدم كفاءة عدم تناسق الوقت من ممارسة السياسة التقديرية ‏. توليف حكم تايلور، وتوفير حل وسط، بين المدارس المتنافسة للاقتصاد الفكر بلغة خالية من العاطفة الخطابية. على الرغم من أن العديد من القضايا لا تزال دون حل ولا تزال الآراء تختلف حول أفضل طريقة لتطبيق قاعدة تايلور في الممارسة، إلا أن الأبحاث أظهرت أن القاعدة قد عززت ممارسة البنوك المركزية.

## كمعادلة
وفقًا للنسخة الأصلية من تايلور للقاعدة، يجب أن يستجيب سعر الفائدة الاسمي للاختلافات في معدلات التضخم الفعلية عن معدلات التضخم المستهدفة والناتج المحلي الإجمالي الفعلي من الناتج المحلي الإجمالي المحتمل :
في هذه المعادلة، خطأ رياضيات (خطأ في الصياغة): {\displaystyle <mrow class="MJX-TeXAtom-ORD"><mstyle displaystyle="true" scriptlevel="0"><msub><mi> <math>\,i_t\,}
 </mi><mrow class="MJX-TeXAtom-ORD"><mi> {\displaystyle \,i_{t}\,} </mi></mrow></msub></mstyle></mrow> </math>{\displaystyle \,i_{t}\,} {\displaystyle \,i_{t}\,} </\,i_t\,> هو سعر الفائدة الاسمي المستهدف قصير الأجل (مثل سعر الفائدة على الأموال الفيدرالية في الولايات المتحدة، وسعر بنك إنجلترا الأساسي في المملكة المتحدة) خطأ رياضيات (خطأ في الصياغة): {\displaystyle <mrow class="MJX-TeXAtom-ORD"><mstyle displaystyle="true" scriptlevel="0"><msub><mi> <math>\,\pi_t\,}
 </mi><mrow class="MJX-TeXAtom-ORD"><mi> {\displaystyle \,\pi _{t}\,} </mi></mrow></msub></mstyle></mrow> </math>{\displaystyle \,\pi _{t}\,} {\displaystyle \,\pi _{t}\,} </\,\pi_t\,> هو معدل التضخم كما يقاس معامل انكماش إجمالي الناتج المحلي، خطأ رياضيات (خطأ في الصياغة): {\displaystyle <mrow class="MJX-TeXAtom-ORD"><mstyle displaystyle="true" scriptlevel="0"><msubsup><mi> <math>\pi^*_t}
 </mi><mrow class="MJX-TeXAtom-ORD"><mi> {\displaystyle \pi _{t}^{*}} </mi></mrow><mrow class="MJX-TeXAtom-ORD"><mo> {\displaystyle \pi _{t}^{*}} </mo></mrow></msubsup></mstyle></mrow> </math>{\displaystyle \pi _{t}^{*}} {\displaystyle \pi _{t}^{*}} </\pi^*_t> هو معدل التضخم المطلوب، خطأ رياضيات (خطأ في الصياغة): {\displaystyle <mrow class="MJX-TeXAtom-ORD"><mstyle displaystyle="true" scriptlevel="0"><msubsup><mi> <math>r_t^*}
 </mi><mrow class="MJX-TeXAtom-ORD"><mi> {\displaystyle r_{t}^{*}} </mi></mrow><mrow class="MJX-TeXAtom-ORD"><mo> {\displaystyle r_{t}^{*}} </mo></mrow></msubsup></mstyle></mrow> </math>{\displaystyle r_{t}^{*}} {\displaystyle r_{t}^{*}} </\,y_t\,> هو سعر الفائدة المفترض التوازن، خطأ رياضيات (خطأ في الصياغة): {\displaystyle <mrow class="MJX-TeXAtom-ORD"><mstyle displaystyle="true" scriptlevel="0"><msub><mi> <math>\,y_t\,}
 </mi><mrow class="MJX-TeXAtom-ORD"><mi> {\displaystyle \,y_{t}\,} </mi></mrow></msub></mstyle></mrow> </math>{\displaystyle \,y_{t}\,} {\displaystyle \,y_{t}\,} </r_t^*> هو لوغاريتم الناتج المحلي الإجمالي الحقيقي، و خطأ رياضيات (خطأ في الصياغة): {\displaystyle <mrow class="MJX-TeXAtom-ORD"><mstyle displaystyle="true" scriptlevel="0"><msub><mrow class="MJX-TeXAtom-ORD"><mrow class="MJX-TeXAtom-ORD"><mover><mi> <math>\bar y_t}
 </mi><mo stretchy="false"> {\displaystyle {\bar {y}}_{t}} </mo></mover></mrow></mrow><mrow class="MJX-TeXAtom-ORD"><mi> {\displaystyle {\bar {y}}_{t}} </mi></mrow></msub></mstyle></mrow> </math>{\displaystyle {\bar {y}}_{t}} {\displaystyle {\bar {y}}_{t}} </\bar y_t> هو لوغاريتم الناتج المحتمل، على النحو الذي يحدده الاتجاه الخطي.
في هذه المعادلة، على حد سواء خطأ رياضيات (خطأ في الصياغة): {\displaystyle <mrow class="MJX-TeXAtom-ORD"><mstyle displaystyle="true" scriptlevel="0"><msub><mi> <math>a_{\pi}}
 </mi><mrow class="MJX-TeXAtom-ORD"><mi> {\displaystyle a_{\pi }} </mi></mrow></msub></mstyle></mrow> </math>{\displaystyle a_{\pi }} {\displaystyle a_{\pi }} </a_{\pi}> و خطأ رياضيات (خطأ في الصياغة): {\displaystyle <mrow class="MJX-TeXAtom-ORD"><mstyle displaystyle="true" scriptlevel="0"><msub><mi> <math>a_y}
 </mi><mrow class="MJX-TeXAtom-ORD"><mi> {\displaystyle a_{y}} </mi></mrow></msub></mstyle></mrow> </math>{\displaystyle a_{y}} {\displaystyle a_{y}} </a_y> يجب أن يكون موجبًا (كقاعدة تقريبية، تم اقتراح إعداد ورقة تايلور 1993) خطأ رياضيات (خطأ في الصياغة): {\displaystyle <mrow class="MJX-TeXAtom-ORD"><mstyle displaystyle="true" scriptlevel="0"><msub><mi> <math>a_{\pi}=a_y=0.5}
 </mi><mrow class="MJX-TeXAtom-ORD"><mi> {\displaystyle a_{\pi }=a_{y}=0.5} </mi></mrow></msub><mo> {\displaystyle a_{\pi }=a_{y}=0.5} </mo><msub><mi> {\displaystyle a_{\pi }=a_{y}=0.5} </mi><mrow class="MJX-TeXAtom-ORD"><mi> {\displaystyle a_{\pi }=a_{y}=0.5} </mi></mrow></msub><mo> {\displaystyle a_{\pi }=a_{y}=0.5} </mo><mn> {\displaystyle a_{\pi }=a_{y}=0.5} </mn></mstyle></mrow> </math>{\displaystyle a_{\pi }=a_{y}=0.5} {\displaystyle a_{\pi }=a_{y}=0.5} </a_{\pi}=a_y=0.5>). أي أن القاعدة «توصي» بسعر فائدة مرتفع نسبيًا (سياسة نقدية «ضيقة») عندما يكون التضخم أعلى من هدفه أو عندما يكون الإنتاج أعلى من مستوى التوظيف الكامل، من أجل تقليل الضغط التضخمي. وتوصي بمعدل فائدة منخفض نسبيًا (سياسة نقدية «سهلة») في الوضع المعاكس، لتحفيز الإنتاج. في بعض الأحيان قد تتعارض أهداف السياسة النقدية، كما في حالة الركود، عندما يكون التضخم أعلى من هدفه بينما يكون الإنتاج أقل من العمالة الكاملة. في مثل هذه الحالة، تحدد قاعدة تايلور الأوزان النسبية المعطاة لخفض التضخم مقابل زيادة الإنتاج.

## مبدأ تايلور
عن طريق تحديد خطأ رياضيات (خطأ في الصياغة): {\displaystyle <mrow class="MJX-TeXAtom-ORD"><mstyle displaystyle="true" scriptlevel="0"><msub><mi> <math>a_{\pi}>0}
 </mi><mrow class="MJX-TeXAtom-ORD"><mi> {\displaystyle a_{\pi }>0} </mi></mrow></msub><mo> {\displaystyle a_{\pi }>0} </mo><mn> {\displaystyle a_{\pi }>0} </mn></mstyle></mrow> </math>{\displaystyle a_{\pi }>0} {\displaystyle a_{\pi }>0} </a_{\pi}>0> تنص قاعدة تايلور على أن زيادة التضخم بنسبة نقطة مئوية واحدة يجب أن تدفع البنك المركزي إلى رفع سعر الفائدة الاسمي بأكثر من نقطة مئوية واحدة (على وجه التحديد، بواسطة خطأ رياضيات (خطأ في الصياغة): {\displaystyle <mrow class="MJX-TeXAtom-ORD"><mstyle displaystyle="true" scriptlevel="0"><mn> <math>1+a_{\pi}}
 </mn><mo> {\displaystyle 1+a_{\pi }} </mo><msub><mi> {\displaystyle 1+a_{\pi }} </mi><mrow class="MJX-TeXAtom-ORD"><mi> {\displaystyle 1+a_{\pi }} </mi></mrow></msub></mstyle></mrow> </math>{\displaystyle 1+a_{\pi }} {\displaystyle 1+a_{\pi }} </1+a_{\pi}> ، مجموع المعاملات على خطأ رياضيات (خطأ في الصياغة): {\displaystyle <mrow class="MJX-TeXAtom-ORD"><mstyle displaystyle="true" scriptlevel="0"><msub><mi> <math>\pi_t}
 </mi><mrow class="MJX-TeXAtom-ORD"><mi> {\displaystyle \pi _{t}} </mi></mrow></msub></mstyle></mrow> </math>{\displaystyle \pi _{t}} {\displaystyle \pi _{t}} </\pi_t> في المعادلة أعلاه). حيث أن معدل الفائدة الحقيقي هو (تقريبًا) سعر الفائدة الاسمي مطروحًا منه التضخم، كما هو منصوص عليه خطأ رياضيات (خطأ في الصياغة): {\displaystyle <mrow class="MJX-TeXAtom-ORD"><mstyle displaystyle="true" scriptlevel="0"><msub><mi> <math>a_{\pi}>0}
 </mi><mrow class="MJX-TeXAtom-ORD"><mi> {\displaystyle a_{\pi }>0} </mi></mrow></msub><mo> {\displaystyle a_{\pi }>0} </mo><mn> {\displaystyle a_{\pi }>0} </mn></mstyle></mrow> </math>{\displaystyle a_{\pi }>0} {\displaystyle a_{\pi }>0} </a_{\pi}>0> يعني أنه عندما يرتفع التضخم، ينبغي زيادة سعر الفائدة الحقيقي. إن فكرة أن سعر الفائدة الحقيقي يجب رفعه «أكثر من واحد مقابل واحد» لتبريد الاقتصاد عندما يزيد التضخم (يتطلب زيادة سعر الفائدة الاسمي أكثر من التضخم) تسمى أحيانًا مبدأ تايلور.

## إصدارات بديلة من القاعدة

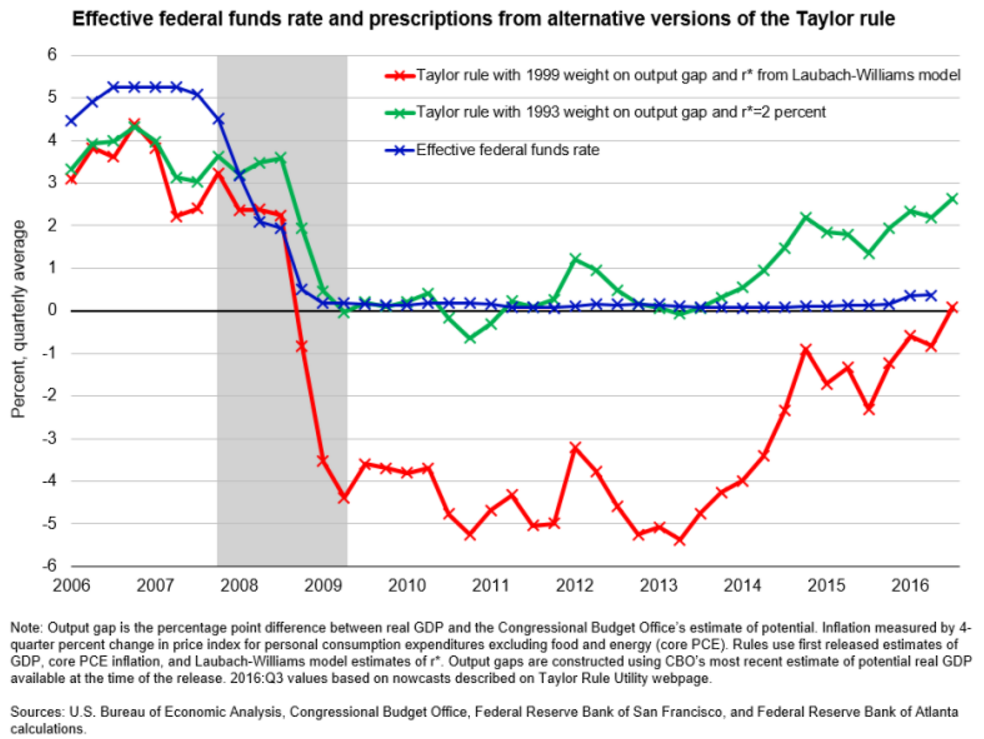
معدل الأموال الفيدرالية الفعالة والوصفات من إصدارات بديلة من قاعدة تايلور

بينما أثبت مبدأ تايلور تأثيره الكبير، إلا أن هناك المزيد من النقاش حول المصطلحات الأخرى التي يجب أن تدخل في القاعدة. وفقًا لبعض نماذج الاقتصاد الكلي الجديدة في كينز، وبقدر ما يحافظ البنك المركزي على استقرار التضخم، سيتم تحسين درجة التقلب في الإنتاج (يطلق بلانكارد وجالي على هذه الخاصية اسم «المصادفة الإلهية»). في هذه الحالة، لا يحتاج البنك المركزي إلى أخذ التقلبات في فجوة الإنتاج في الاعتبار عند تحديد أسعار الفائدة (أي أنه قد يتم تعيينه على النحو الأمثل خطأ رياضيات (خطأ في الصياغة): {\displaystyle <mrow class="MJX-TeXAtom-ORD"><mstyle displaystyle="true" scriptlevel="0"><msub><mi> <math>a_y=0}
 </mi><mrow class="MJX-TeXAtom-ORD"><mi> {\displaystyle a_{y}=0} </mi></mrow></msub><mo> {\displaystyle a_{y}=0} </mo><mn> {\displaystyle a_{y}=0} </mn></mstyle></mrow> </math>{\displaystyle a_{y}=0} {\displaystyle a_{y}=0} </a_y=0> . من ناحية أخرى، اقترح اقتصاديون آخرون تضمين شروط إضافية في قاعدة تايلور لمراعاة الظروف المالية: على سبيل المثال، قد يتم رفع سعر الفائدة عند زيادة أسعار الأسهم أو أسعار المساكن أو فروق أسعار الفائدة.
- تايلور المادة 1993 - التعريف الأصلي من قبل جون تايلور مع خطأ رياضيات (خطأ في الصياغة): {\displaystyle <mrow class="MJX-TeXAtom-ORD"><mstyle displaystyle="true" scriptlevel="0"><msub><mi> <math>a_{\pi} = a_y = 0.5}
 </mi><mrow class="MJX-TeXAtom-ORD"><mi> {\displaystyle a_{\pi }=a_{y}=0.5} </mi></mrow></msub><mo> {\displaystyle a_{\pi }=a_{y}=0.5} </mo><msub><mi> {\displaystyle a_{\pi }=a_{y}=0.5} </mi><mrow class="MJX-TeXAtom-ORD"><mi> {\displaystyle a_{\pi }=a_{y}=0.5} </mi></mrow></msub><mo> {\displaystyle a_{\pi }=a_{y}=0.5} </mo><mn> {\displaystyle a_{\pi }=a_{y}=0.5} </mn></mstyle></mrow> </math>{\displaystyle a_{\pi }=a_{y}=0.5} {\displaystyle a_{\pi }=a_{y}=0.5} </a_{\pi} = a_y = 0.5>
- قاعدة تايلور 1999 - قام جون تايلور بتكييفها وتحديثها في ورقة بحثية جديدة: خطأ رياضيات (خطأ في الصياغة): {\displaystyle <mrow class="MJX-TeXAtom-ORD"><mstyle displaystyle="true" scriptlevel="0"><msub><mi> <math>a_{\pi} = 0.5, a_y \ge 0}
 </mi><mrow class="MJX-TeXAtom-ORD"><mi> {\displaystyle a_{\pi }=0.5,a_{y}\geq 0} </mi></mrow></msub><mo> {\displaystyle a_{\pi }=0.5,a_{y}\geq 0} </mo><mn> {\displaystyle a_{\pi }=0.5,a_{y}\geq 0} </mn><mo> {\displaystyle a_{\pi }=0.5,a_{y}\geq 0} </mo><msub><mi> {\displaystyle a_{\pi }=0.5,a_{y}\geq 0} </mi><mrow class="MJX-TeXAtom-ORD"><mi> {\displaystyle a_{\pi }=0.5,a_{y}\geq 0} </mi></mrow></msub><mo> {\displaystyle a_{\pi }=0.5,a_{y}\geq 0} </mo><mn> {\displaystyle a_{\pi }=0.5,a_{y}\geq 0} </mn></mstyle></mrow> </math>{\displaystyle a_{\pi }=0.5,a_{y}\geq 0} {\displaystyle a_{\pi }=0.5,a_{y}\geq 0} a_{\pi} = 0.5, a_y \ge 0

## أهمية التجريبية
على الرغم من أن مجلس الاحتياطي الفيدرالي لا يتبع صراحة قاعدة تايلور، فقد جادل العديد من المحللين بأن القاعدة توفر ملخصًا دقيقًا إلى حد ما للسياسة النقدية الأمريكية في عهد بول فولكر وآلان جرينسبان.  وقد تم إبداء ملاحظات مماثلة حول البنوك المركزية في الاقتصادات المتقدمة الأخرى، سواء في بلدان مثل كندا ونيوزيلندا التي اعتمدت رسميًا قواعد استهداف التضخم، وفي بلدان أخرى مثل ألمانيا حيث لم تستهدف سياسة البنك المركزي الألماني رسمياً معدل التضخم.  وقد استشهد هذه الملاحظة من قبل C l a r i d a ، غالي، و غيرتلر كسبب لماذا التضخم ظلت تحت السيطرة وأن الاقتصاد كانت مستقرة نسبيا (ما يسمى " الاعتدال العظيم ') في معظم البلدان المتقدمة من 1980 s من خلال 2000 s في.  ومع ذلك، وفقا لتايلور، لم يتم اتباع القاعدة في جزء من 2000 s ، وربما يؤدي إلى فقاعة الإسكان.  حددت بعض الأبحاث أن بعض الأسر تشكل توقعاتها حول المسار المستقبلي لأسعار الفائدة والتضخم والبطالة بطريقة تتوافق مع قواعد تايلور.

## الانتقادات
يزعم At h a n a s i o s O r p h a n i d e s (2003) أن قاعدة تايلور يمكن أن تضلل واضعي السياسات لأنهم يواجهون بيانات في الوقت الفعلي. ويوضح أن قاعدة تايلور تطابق معدل الأموال في الولايات المتحدة بشكل أقل دقة عند حساب هذه القيود المعلوماتية وأن سياسة الناشطين التي تتبع قاعدة تايلور كانت ستؤدي إلى أداء اقتصادي كلي أدنى خلال التضخم الكبير في السبعينيات.
في عام 2015، قال المدير المالي بيل جروس إن قاعدة تايلور «يجب الآن التخلص منها في سلة مهملات التاريخ»، في ضوء نمو إجمالي الناتج المحلي الفاتر في السنوات التي تلت 2009  يعتقد غروس أن أسعار الفائدة المنخفضة ليست هي العلاج لانخفاض النمو، ولكن مصدر المشكلة.